# Чехановски окръг
Чехановски окръг (на полски: Powiat ciechanowski) е окръг в Централна Полша, Мазовско войводство. Заема площ от 1059,80 км2. Административен център е град Чеханов.

## География
Окръгът се намира в историческата област Мазовия. Разположен е в северната част на войводството.

## Население
Населението на окръга възлиза на 91 243 души (2013 г.). Гъстотата е 86 души/км2.

## Административно деление
Административно окръгът е разделен на 9 общини.
Градска община:
- Чеханов

Градско-селска община:
- Община Глинойецк

Селски общини:
- Община Голимин-Ошродек
- Община Горна Опиногора
- Община Грудуск
- Община Ойжен
- Община Регимин
- Община Сонск
- Община Чеханов

## Галерия
- Чеханов
- Глинойецк